# Blechnum lyonii
Blechnum lyonii är en kambräkenväxtart som först beskrevs av Otto Degener, och fick sitt nu gällande namn av Maarten J.M. Christenhusz. Blechnum lyonii ingår i släktet Blechnum och familjen Blechnaceae. Inga underarter finns listade.